# ストーンヘンジ、エーヴベリーと関連する遺跡群
座標: 北緯51度10分44秒 西経1度49分31秒 / 北緯51.17889度 西経1.82528度
ストーンヘンジ、エーヴベリーと関連する遺跡群は、イングランドのウィルトシャーにあるユネスコの世界遺産登録物件である。世界遺産登録対象となっているのは、特定の記念建造物ではなくそれらが点在する二つの地域で、それぞれ「ストーンヘンジと関連する記念建造物群」と「エーヴベリーと関連する記念建造物群」の名で登録されている。それらは互いに 30 km ほど離れている。

## ストーンヘンジと関連する記念建造物群
ストーンヘンジと関連する記念建造物群（Stonehenge and Associated Monuments, ID 373-001）は、ソールズベリーの南ウィルトシャーに位置している先史時代の巨石建造物群である。登録面積は約 26 km2 で、ストーンヘンジを中心としている。建造年代は紀元前3000年頃から大きく三期に分けられているが、建造目的等は諸説あって確定していない。

### 登録対象にある巨石建造物群
- ストーンヘンジ
- The Lesser Cursus
- ダーリントン・ウォールズ（Durrington Walls）
- ウッドヘンジ
- コニーベリー・ヘンジ（Coneybury Henge）
- キング・バロウ・リッジ（King Barrow Ridge）
- Winterbourne Stoke Barrow Group
- Normanton Down Barrow Group
- Vespasian's Camp

また、登録対象ではないが、対象地区のすぐ北には次のような関連記念物がある。
- Robin Hood's Ball

## エーヴベリーと関連する記念建造物群
エーヴベリーと関連する記念建造物群（Avebury and Associated Monuments, ID373-002）は、Kennet districtの北ウィルトシャーにある。登録面積は 22.5 km2 で、その名の通りエーヴベリーのヘンジを中心としている。紀元前3千年紀後半の建造と推測されているが、建造目的等についてはストーンヘンジ同様に諸説ある。

### 登録対象にある巨石建造物群
- エーヴベリー・ヘンジ
- ケネット・アヴェニュー（West Kennet Avenue）
- ベックハンプトン・アヴェニュー（Beckhampton Avenue）
- ウェスト・ケネット・ロング・バロウ（West Kennet Long Barrow）
- ザ・サンクチュアリ（The Sanctuary）
- シルバリー・ヒル
- ウィンドミル・ヒル（Windmill Hill）

## 登録基準
この世界遺産は世界遺産登録基準のうち、以下の条件を満たし、登録された（以下の基準は世界遺産センター公表の登録基準からの翻訳、引用である）。
- (1) 人類の創造的才能を表現する傑作。
- (2) ある期間を通じてまたはある文化圏において、建築、技術、記念碑的芸術、都市計画、景観デザインの発展に関し、人類の価値の重要な交流を示すもの。
- (3) 現存するまたは消滅した文化的伝統または文明の、唯一のまたは少なくとも稀な証拠。